# الکساندر مارگیسته
الکساندر مارگیسته (استونیایی: Aleksander Margiste; ۱۹ آوریل ۱۹۰۸ – ۱۰ اوت ۱۹۸۸) بازیکن بسکتبال اهل استونی بود.
وی به‌همراه تیم ملی بسکتبال استونی در بازی‌های المپیک تابستانی ۱۹۳۶ شرکت کرده‌است.